# Південний Таїланд
Південний Таїланд (тай. ประเทศไทยภาคใต้) — регіон в Таїланді, пов'язаний з Центральним Таїландом перешийком Кра.
Найвища точка — гора Кхао Ланг висотою 1815 метрів над рівнем моря. Вона знаходиться в провінції Накхонсітхаммарат. Від острова Пхукет тягнеться ланцюг гір Пхукет до центру провінції. На кордоні з Малайзією починається ланцюг Тітівангса.
Після останнього льодовикового періоду тут утворилися такі острови, як Пхі-Пхі і Пханг Нга Бей.

## Адміністративний поділ
Південний Таїланд включає в себе 14 провінцій.
1. Чумпхон (ชุมพร)
2. Крабі (กระบี่)
3. Накхонсітхаммарат (นครศรีธรรมราช)
4. Наратхіват (นราธิวาส)
5. Паттані (ปัตตานี)
6. Пхангнга (พังงา)
7. Пхаттхалунг (พัทลุง)
8. Пхукет (ภูเก็ต)
9. Ранонг (ระนอง)
10. Сатун (สตูล)
11. Сонгкхла (สงขลา)
12. Сураттхані (สุราษฎร์ธานี)
13. Транг (ตรัง)
14. Яла (ยะลา)

## Транспорт
Південний Таїланд пов'язаний з Бангкоком залізницями і шосе. Громадський транспорт був налагоджений лише кілька десятиліть тому.

### Аеропорти
У регіоні розташовано 5 міжнародних та 6 внутрішніх аеропортів.